# Leporello (Hörfunksendung)
Leporello ist der Titel eines Kulturmagazins des österreichischen ORF-Radioprogramms Ö1. Die werktäglich ausgestrahlte Hörfunk-Sendereihe wurde erstmals am 29. März 1993 ausgestrahlt und gehört seitdem zum regelmäßigen Programm von Ö1. Die Sendereihe besteht aus jeweils ein bis zwei Beiträgen in Form von Kurzreportagen zu "Entwicklungen, Moden oder Trends in Kultur, Alltag und Gesellschaft" und deren "Rand-Bereichen". Die Sendung wird jeweils um 7:52 Uhr ausgestrahlt, jede Einzelfolge dauert acht Minuten. Zwischen Ende Juli und Anfang September geht die Sendereihe jährlich in Sommerpause. 